# Adeline Webber
Pour les articles homonymes, voir Webber.
Adeline Kh'ayàdê Webber, née à Whitehorse, est une femme politique canadienne, commissaire du Yukon depuis le 31 mai 2023. D'ethnie tlingit, elle est membre du clan Kukhhittan de la Première Nation des Teslin Tlingit.
Webber travaille dans la fonction publique fédérale et est largement impliquée dans les revendications territoriales, les accords d'autonomie gouvernementale des Premières Nations et les droits des femmes autochtones sur le territoire. En tant que fondatrice et ancienne présidente du Cercle des femmes autochtones de Whitehorse et directrice du district du Yukon pour la Commission de la fonction publique du Canada, le travail continu de Webber en matière d'emploi et de formation pour les membres des Premières Nations est mis en œuvre par le biais de plusieurs cours de formation en leadership pour femmes, ainsi que comme le Programme de carrières dans le Nord.

## Biographie

### Premières années
Née et ayant grandi dans la capitale yukonnaise, Whitehorse, au Canada, Adeline Webber est d'origine tlingit de l'intérieur. À l'âge de cinq ans, Webber est retirée de sa maison et est placée à la Whitehorse Baptism Mission School, entre 1947 et 1960. Bien que Webber et sa sœur, Winnie Peterson, soient restées ensemble, le système des pensionnats la sépare des autres membres de sa famille, envoyant ses frères dans des écoles du Nord de l'Alberta et de Carcross. Après sept années passées au pensionnat, Webber épouse son mari Bill Webber avant de décrocher son premier emploi en travaillant dans la cuisine et en faisant la lessive au Yukon Hall, la résidence du pensionnat qui a ensuite abrité les bureaux du Conseil des Premières Nations du Yukon pendant plus de dix ans.

### Carrière
Pendant plus de 30 ans, Adeline Webber fait carrière notamment en tant que lobbyiste pour les droits des Autochtones au Yukon. En 1974, elle fonde la Yukon Indian Women's Association afin de lutter contre les inégalités auxquelles les femmes autochtones étaient confrontées dans le territoire. Aujourd'hui, le Cercle des femmes autochtones de Whitehorse (WAWC) existe comme « un forum permettant aux femmes autochtones de socialiser, de réseauter, de soutenir et d'aborder des questions d'intérêt et de préoccupation communes ». Webber rejoint ensuite la fonction publique fédérale en tant que directrice de district du Yukon pour la Commission de la fonction publique du Canada. Dans ce rôle, Webber développe le programme de carrières dans le Nord, qui visait à éduquer et à aider tous les membres des Premières Nations à trouver des opportunités d'emploi au sein du gouvernement fédéral. De nombreux participants occuperont éventuellement des fonctions supérieures au sein du gouvernement. Elle développe également un comité de politique de formation et un programme de fiducie pour la formation qui ont mis de côté et distribué des fonds afin que les membres des Premières Nations puissent être formés. Le travail de Webber en matière d'emploi se concrétise également sous la forme d'un plan d'emploi pour les gouvernements territorial et fédéral, élaboré en consultation avec le gouvernement du Yukon et les Premières Nations.
Webber joue un rôle déterminant dans la mise en œuvre des revendications territoriales et des accords d'autonomie gouvernementale des Premières Nations au Yukon. En tant que leader de la communauté du Conseil des Tlingits de Teslin, Webber plaide pour la finalisation des accords définitifs et d'autonomie gouvernementale du Conseil, qui s'inscrivent dans le cadre de négociation de l'Accord-cadre définitif.
En 2018, Webber est nommée administratrice du Yukon, dans la fonction où elle remplace la commissaire du Yukon si elle n'est pas en mesure de remplir ses fonctions pendant une absence. Le premier ministre Justin Trudeau déclare, le 9 mars 2018, à propos de Webber : « Adeline Webber a consacré une grande partie de sa carrière à la fonction publique et a prouvé qu'elle était une championne des peuples autochtones. Je sais que le territoire bénéficiera grandement de l’expérience et des connaissances qu’elle apportera à titre d’administratrice du Yukon ».
En 2023, Webber est nommée commissaire du Yukon par le premier ministre Justin Trudeau pour un mandat de cinq ans, succédant à Angélique Bernard.

## Publications
Le livre Finding our Faces comprend plus de soixante pages de photos et d'histoires documentant le système des pensionnats de Whitehorse. En collaboration avec l'archiviste Melissa Carlick, Webber recherche un financement auprès du Fonds de l'Église anglicane et du gouvernement du Yukon pour développer ce dossier de l'école missionnaire baptiste de Whitehorse. Webber déclare que ce projet documente « mon histoire pour mes enfants et petits-enfants » et pourrait finalement être utilisé comme une ressource permettant aux écoles d'apprendre une histoire autrefois non documentée.

## Honneurs
- Médaille du 125e anniversaire de la Confédération du Canada — 7 mai 1992
- Médaille du jubilé de diamant de la reine Elizabeth II — 7 février 2012[13]
- Membre de l'Ordre du Yukon — 31 mai 2023 (d'office)